# Playuelita
Playuelita, o cayo Playuelita es una playa y una pequeña isla ubicada en el país suramericano de Venezuela. Administrativamente hace parte del estado occidental de Falcón. El nombre playuelita hace referencia a que se trata de una isla y cayo de menor tamaño que la vecina sureña Playuela.
Se trata de un área protegida como parte del Parque nacional Morrocoy. Es una atracción turística popular entre los temporadistas de ese país, por el color de su arena (blanca) y sus aguas cristalinas.
Se localiza al sur de Boca Seca. La mayor parte de esta sección de los cayos esta cubierta de una espesa vegetación.

## Galería

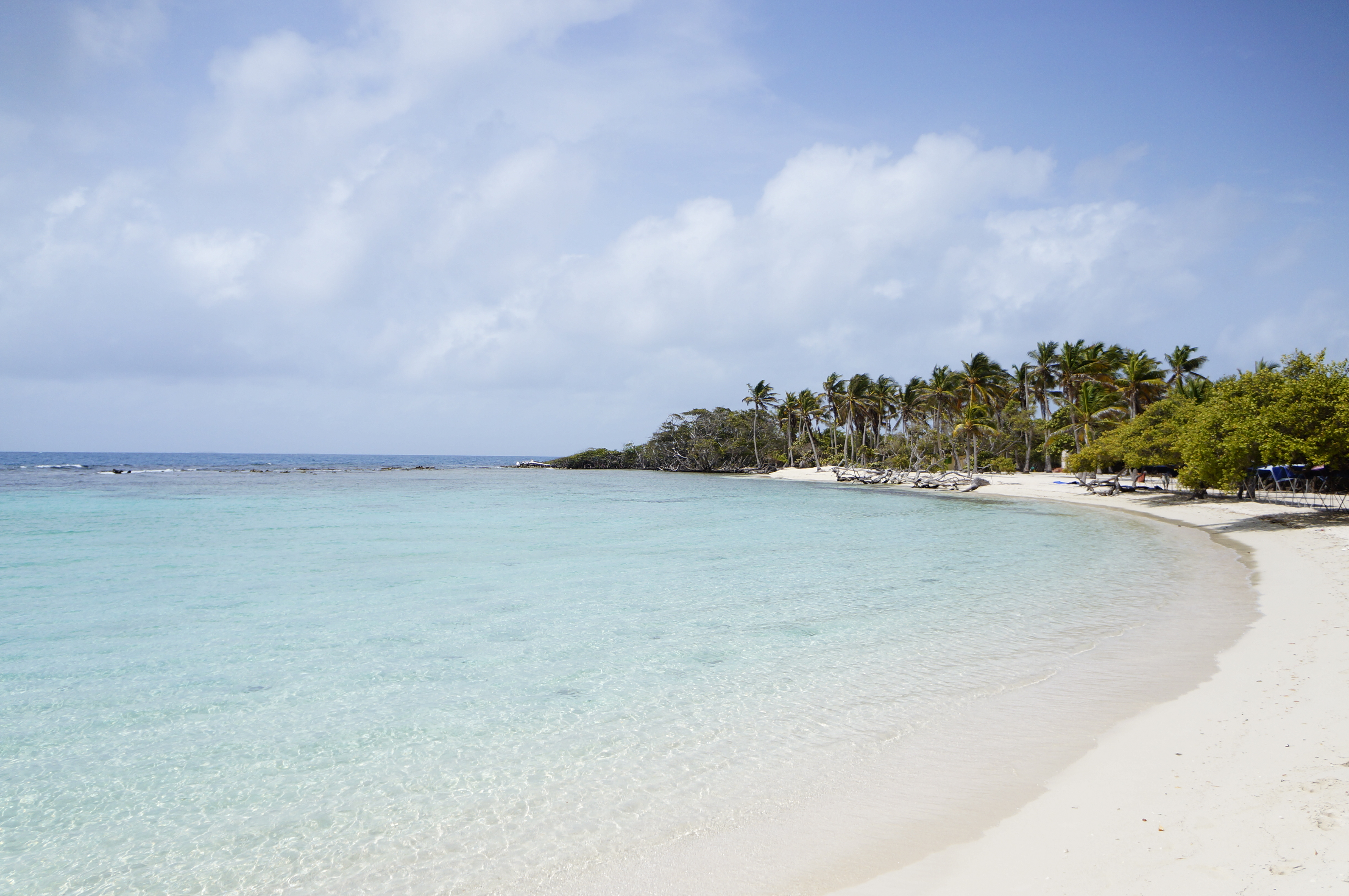